# Theodore Anthony Perry
Theodore Anthony Perry (* 24. Dezember 1938) ist ein US-amerikanischer Romanist.

## Leben
Perry promovierte in romanischer Philologie und vergleichender Literaturwissenschaft an der Yale University. Er hat am Williams College, Smith College, der University of Connecticut, der Loyola University, der Hebräischen Universität Jerusalem und der Ben-Gurion-Universität des Negev gelehrt. Er ist emeritierter Professor an der University of Connecticut.
Seine Forschungsschwerpunkte sind Komparatistik, die Hebräische Bibel als Literatur, Mittelalter Sephardische (spanisch-jüdische) und spanische Literatur, religiöser Studien, Paremiologie und französische Literatur des 16. Jahrhunderts.

## Schriften (Auswahl)
- Art and meaning in Berceo's Vida de Santa Oria. New Haven 1968, OCLC 386605.
- The moral proverbs of Santob de Carrión. Jewish wisdom in Christian Spain. Princeton 1987, ISBN 0-691-06721-X.
- Dialogues with Kohelet. The book of Ecclesiastes. Translation and commentary. University Park 1993, ISBN 0-271-00882-2.
- God's Twilight Zone. Wisdom in the Hebrew Bible. Peabody 2008, ISBN 978-1-59856-227-9.